# Kh-25 (ミサイル)
Kh-25（Х-25、NATOコードネーム AS-10 Karen）は、1960年代末から1970年代にかけて開発されたソビエト連邦（ロシア）の第2世代戦術空対地ミサイル。Kh-23/66Grom（NATOコードネーム AS-7 Kerry）の改良版と思われ、非常に良く似ている。モジュラー式の誘導装置を備え、射程は10 km.である。対レーダーミサイル仕様（Kh-25MP）の派生機種はNATOでAS-12 Keglerとして知られ、射程は最大40 km.である。Zvezda-Strelaによって設計されたKh-25はレーザー誘導仕様のKh-23（AS-7 Kerry）から派生した機種である。現在は後継機種のKh-38シリーズが受け継ぐが、Kh-25も幅広く使用される。

## 開発
1968年に運用が開始された空対空ミサイルを元に開発されたビームライディング誘導式のKh-66は、ソビエト連邦にとって初の戦術航空機用空対地ミサイルだった。しかし、発射時に航空機は急降下する必要があり、運用には困難が伴った。電波指令誘導式の派生機種であるKh-23は1968年に初めて試験されたが誘導装置に問題を抱えており、運用開始までに5年を要した。
そのため、1971年にセミアクティブレーザーシーカーの派生機種の作業が開始され、Kh-25になった。これは当初、西側諸国においてKh-23Lとして知られた。
1974年11月24日に試験が開始され、Kh-25は1975年から量産に入った。
パッシブシーカーとSUR-73自動操縦装置を使用したKh-66からの対レーダーミサイル仕様の派生機種の作業は1972年に開始された。
長射程のKh-31対レーダーミサイルも同じ計画からできた。Kh-27の試験はMiG-27に搭載して1975年8月8日に開始されたが、運用開始は1980年9月2日だった。NATO識別名称はAS-12 Keglerであり、Kh-28（AS-9 Kyle）を置き換えた。
1973年に設計局の技師長である"Victor Bugaiskii"は、費用を削減して戦術の柔軟性を増やすためにKh-23M, Kh-25とKh-27を単一のモジュラーシステムへ統合する作業を開始した。この作業は1978年末に完了し、その結果Kh-25MP（対レーダー）、Kh-25ML（レーザー誘導）とKh-25MR（電波誘導）シリーズができた。今やシーカーヘッドを簡単に交換できるにもかかわらずNATOは引き続きこれらをAS-12とAS-10として指定した。 

## 設計
Kh-25はKh-23の後期型と十字型のカナードと翼がとてもよく似ている。
Kh-25MP対レーダーミサイルはホーミングヘッドが1VPと2VP2種類あり、異なる周波数を受信する。

## 運用実績
原型のKh-25は1973年-1975年にソ連空軍でMiG-23、MiG-27、Su-17Mに搭載されて運用が開始された。
それ以来MiG-21、MiG-29、Su-17/20/22シリーズ、Su-24、Su-25、Su-27で使用されている事が確認されている。Ka-50のようなヘリコプターでも同様に搭載される。
Kh-25MPは、MiG-23/27、Su-17/22、Su-24、Su-25に搭載できる。

## データ
- 全長：3.83m（MR）、4.255m（ML）
- 直径：27.5cm
- 翼幅：82cm
- 弾頭：140kg HE（MR）、89.6kg HE（ML）
- 誘導方式：ラジオ指令（MR）、セミアクティブレーザー（ML）
- 射程：10km（MR）、20km（ML）
- 設計：Zvezda設計局
- 主な搭載機：MiG-27、Su-17、Su-20、Su-22、Su-24、Su-25

## 型式
NATOは、対レーダー用以外の全てのKh-25シリーズをAS-10 Karenとして指定する。"M"は"Modulnaya" - モジュール（シーカー）の略である。
Kh-25（Izdeliye 71, Kh-23L）
原型となるレーザー誘導式。
Kh-25ML
セミアクティブレーザー誘導式。二重弾頭を備えることで1メートル (39 in)厚のコンクリート壁を貫通する。
Kh-25MA
アクティブレーダー誘導式。1999年に初めて輸出された。
Kh-25MAE
Kh-25MAの更新版で、2005年8月にKa-バンドのシーカーを搭載した仕様の輸出が発表された。Phazotron社のPSMは4,000 m (4,370 yd)彼方の戦車を捕らえられる能力を有し、Kh-25MAにも使用されていると推定される。
Kh-25MS
GPSまたはGLONASS衛星誘導装置を搭載。
Kh-25MSE
Kh-25MSの輸出型で、2005年8月に発表された。
Kh-25MT
TV誘導式。
Kh-25MTP
イメージングIR誘導式。
Kh-25R/Kh-25MR
電波指令誘導式。
Kh-27（Kh-27/M, AS-12 Kegler）
対レーダーミサイルの原型機種。
Kh-25MP（AS-12 Kegler）
モジュール式対レーダーミサイル。
Kh-25MPU（AS-12 Kegler）
改良されたKh-25MP。
訓練弾は"U"が指定される。Kh-25MLでは以下の機種がある
Kh-25MUL
格闘戦訓練用Kh-25ML。
Kh-25ML-UD
機能訓練用ミサイル。
Kh-25ML-UR
部分的訓練用ミサイル。

## 運用国

### 現用
- ベラルーシ - 2023年時点で、ベラルーシ空軍および防空軍がKh-25を保有[9]。
- ブルガリア - 2024年時点で、ブルガリア空軍がKh-25を保有[10]。
- インド - 2024年時点で、インド空軍がKh-25MPを保有[11]。
- カザフスタン - 2023年時点で、カザフスタン防空軍がKh-25を保有[12]。
- ロシア - 2023年時点で、ロシア航空宇宙軍がKh-25MLおよびKh-25MPを、ロシア海軍航空隊がKh-25MPを保有[13]。
- ウクライナ - 2023年時点で、ウクライナ空軍がKh-25およびKh-25MPを保有[14]。
- ウズベキスタン - 2023年時点で、ウズベキスタン空軍および防空軍がKh-25およびKh-25MPを保有[15]。

## 類似のミサイル
- Kh-23M（AS-7 ケリー） - Kh-25の前の機種で、いくつかの技術はKh-25から還元された。
- Kh-29（AS-14 ケッジ） - Kh-25レーザー誘導弾に大型の弾頭を装備した。
- Kh-59（AS-13 キングボルト） - 長射程のKh-25で、大型の弾頭とTV誘導を装備した。
- Kh-38（ドイツ語版） - Kh-25の後継機種。
- AGM-65 マーベリック - アメリカで運用される類似の軽量ミサイルで、複数の誘導装置と弾頭がある。
- AGM-45 - アメリカが装備するKh-25MPと同等の対レーダーミサイル。